# 퍼시픽 림
퍼시픽 림(Pacific Rim)은 2013년 공개된 미국의 SF 영화이다. 기예르모 델토로 감독 연출, 트래비스 비첨 각본의 로봇 vs. 괴수 장르를 지향한다. 찰리 허냄, 이드리스 엘바, 기쿠치 린코, 찰리 데이, 로버트 카진스키, 맥스 마티니, 론 펄먼이 출연하였다.

## 줄거리
2025년, 일본 태평양 연안의 심해에 커다란 균열이 일어난다. 정체를 알 수 없었던 이 곳은 지구와 우주를 연결하는 포탈이었고 여기서 엄청난 크기의 외계괴물 ‘카이주(Kaiju)가 나타난다. 일본 전역을 시작으로 미국, 중화인민공화국, 러시아, 오스트레일리아 등 지구 곳곳을 파괴하며 초토화시키는 카이주의 공격에 전 세계가 혼돈에 빠진다. 전 지구적인 비상사태 돌입에 세계 각국의 정상들은 인류 최대의 위기에 맞서기 위한 지구연합군인 ‘범태평양연합방어군’을 결성, 각국을 대표하는 메가톤급 초대형 로봇 ‘예거를 만든다. 상상을 초월하는 수퍼 파워, 뇌파를 통해 파일럿의 동작을 인식하는 신개념 조종시스템을 장착한 예거 로봇과 이를 조종하는 최정예 파일럿들이 괴물들에게 반격을 시작하면서 사상 초유의 대결이 펼쳐진다.

## 출연
- 찰리 허냄 - 롤리 베켓 (Raleigh Becket)
- 디에고 클래튼호프 - 얀시 베켓 (Yancy Becket)
- 이드리스 엘바 - 스태커 펜테코스트 (Stacker Pentecost)
- 기쿠치 린코 - 마코 모리 (Mako Mori)
- 찰리 데이 - 뉴턴 가이즐러 (Newton Geiszler)
- 번 고먼 - 헤르만 고틀리프 (Hermann Gottlieb)
- 맥스 마티니 - 허크 핸슨 (Herc Hansen)
- 로버트 카진스키 - 척 핸슨 (Chuck Hansen)
- 클리프턴 콜린스 주니어 - 텐도 초이 (Tendo Choi)
- 론 펄먼 - 한니발 차우 (Hannibal Chau)
- 로버트 마이예 - 알렉시스 카이다노프스키 (Aleksis Kaidanovsky)
- 헤더 더크슨 - 사샤 카이다노프스키 (Sasha Kaidanovsky)
- 아시다 마나 - 어린 마코

## 등장하는 예거들
영화상에서 활약하는 예거
- 집시 데인저 - 미합중국
- 스트라이커 유레카 - 오스트레일리아 연방
- 체르노 알파 - 러시아 연방
- 크림슨 타이푼 - 중화인민공화국

회상장면에서 등장하는 예거
- 코요테 탱고 - 일본국(마코의 회상장면중)
- 로미오 블루 - 미합중국(처음 나레이션 부분중 개선행사 장면에서 퍼레이드장면에서 출현)
- 호라이즌 브레이브 - 중화인민공화국(처음 나레이션 장면중 예거 건조장면과 예거파괴 장면에서 출현)
- 태싯 로닌 - 일본국(처음 나레이션 장면중 카이주 시체위에 서있는 쌍칼가진 예거)

## 등장하지 않는 예거들
- 브라울러 유콘 - 미합중국
- 탱고 태스매니아 - 미합중국
- 디아블로 인터셉트 - 페루 공화국
- 솔라 프로펫 - 페루 공화국
- 퓨마 리얼 - 파나마 공화국
- 에덴 어쌔신 - 러시아 연방
- 샤오링 로그 - 중화인민공화국
- 벌컨 스펙터 - 오스트레일리아 연방
- 크롬 브루터스 - 캐나다
- 마타도르 퓨리 - 멕시코 합중국
- 매머드 어파솔 - 미합중국
- 하이드라 코린티안 - 미합중국
- 노바 하이페리온 - 대한민국
- 에코 세이버 - 일본국
- 럭키 세븐 - 오스트레일리아 연방

## 등장하는 카이주들
- 트래스패서 - 1등급
- 칼로프 - 1등급
- 오니바바 - 2등급
- 하드쉽 - 2등급
- 나이프헤드 - 3등급
- 블레이드헤드(뮤테보어) - 4등급
- 레더백 - 4등급
- 오타치 - 4등급
- 스커너 - 4등급
- 라이주 - 4등급
- 슬래턴 - 5등급